# Ruellia dioscoridis
Ruellia dioscoridis är en akantusväxtart som beskrevs av Diana Margaret Napper. Ruellia dioscoridis ingår i släktet Ruellia och familjen akantusväxter. Inga underarter finns listade i Catalogue of Life.